# Ella Gonzenbach-Oettli
Gertrud Gabriela (Ella) Gonzenbach-Oettli (* 16. Oktober 1923 in Timisoara (Rumänien); † 23. Februar 2008 in Frauenfeld) war Ärztin und Oberärztin im Kanton Thurgau (Schweiz), die für ihre gelebte Gleichberechtigung gewürdigt wurde.

## Werdegang

### Kindheit und Ausbildung
Ella Gonzenbach-Oettli war die Tochter von Sophie Oettli-Bossel, einer Oberstufenlehrerin und Karl Oettli, einem Kaufmann, und kam in Rumänien zur Welt. Die Familie kehrte im Jahr 1929 in die Schweiz zurück und sie besuchte die Primarschule und das Gymnasium in Zug. Anschliessend studierte sie von 1942 bis 1949 Medizin an der Universität Zürich.  Während eines dreimonatigen Praktikums im Sommer 1947 in einem Absonderungshaus infizierte sie sich mit Tuberkulose, die später immer wieder aufflammte. In den Jahren 1949 bis 1950 verfasste sie zum Thema "Nierendurchblutung und Filtrationsgrösse unter körperlicher Belastung" bei Prof. Paul Henri Rossier (1899–1976) ihre Dissertation, die 1951 in Zürich publiziert wurde. Nach dem Studienabschluss war sie für zwei Jahre (1950–1951) Assistenzärztin in einem Tuberkulose-Kindersanatorium in Venlo, Niederlande.

### Leitung ärztlicher Anästhesiedienst und Oberärztin
Ab 1952 bis 1953 arbeitete Gonzenbach-Oettli in der Abteilung für Innere Medizin im Diakonissenspital Riehen in Basel-Stadt, danach bis 1954 in der Abteilung Innere Medizin und Gynäkologie am Kantonsspital Aarau. Zwei Kuraufenthalte wegen der Tuberkulose führten zu längeren Unterbrüchen in der beruflichen Tätigkeit. Vier Jahre nach der Geburt des ersten Kindes begann sie 1958 eine Ausbildung zur Anästhesistin, die sie 1962 abschloss. In den Jahren 1956 bis 1962 übernahm sie verschiedene Vertretungen am Kantonsspital Winterthur und am Bürgerspital Zug. Ab 1963 arbeitete sie am Kantonsspital Frauenfeld als Anästhesistin. Wurde bis anhin das Narkosewesen von Schwestern geführt, verlangte die zunehmende Schwere und Häufigkeit von Unfällen einen ärztlichen Anästhesiedienst. Diesen führte Gonzenbach-Oettli am Kantonsspital Frauenfeld im Alleingang, sie pendelte zwischen Heim, Familie und Spital, in der Springerfunktion bei Notfällen jederzeit abrufbar. Die Beanspruchung des ärztlichen Anästhesiedienst stieg von 22 Tagen 1963 auf 106 Tage im Jahr 1968. Als adäquate Besoldung wurde der bisherige Lohn von pauschal 75 Franken pro Tag 1969 vom Sanitätsdepartement auf 151,95 Franken erhöht. Über elf Jahre leistete Gonzenbach-Oettli in dieser Funktion eine "wertvolle, eigentlich unverzichtbare Unterstützung" für das Spital. Dort arbeitete sie bis zu ihrer Pensionierung 1985 als Oberärztin. In dieser Zeit schloss sie auch die Ausbildung für Anästhesie der FMH (Foederatio Medicorum Helveticorum) ab.

### Heirat, Familie und Engagement im Ausland
Am 17. April 1952 heiratete sie Roger Gonzenbach, einen Chirurgen und späteren Spitaldirektor, den sie während ihres Studiums kennen gelernt hatte. 1954 brachte sie den ersten gemeinsamen Sohn Gerald auf die Welt. Anschliessend folgte ein fünfmonatiger Kuraufenthalt in Arosa. Im Jahr 1959 kam das zweite Kind der beiden auf die Welt, Rainer. Es folgte ein neunmonatiger Kuraufenthalt in Wald ZH, während dem sie ihre Kinder nicht sehen durfte. Ihren Traum einer gemeinsamen Arztpraxis mit ihrem Ehemann konnte sie aufgrund seines Chefarztposten am Kantonsspital Frauenfeld nicht verwirklichen. Vom 2. März bis 30. Juni 1989 arbeitete sie zusammen mit ihrem Mann für vier Monate im St. Francis Hospital in Ifakara, in Tansania.
2005 wurde sie ernsthaft krank und musste sich mehreren Operationen und Bestrahlungen aussetzen, die jedoch ohne Erfolg blieben.

## Weitere Tätigkeiten und Ehrenamt
Nach ihrer beruflichen Laufbahn war sie weiterhin in verschiedenen Vereinen tätig, als Präsidentin des Krankenpflegevereins Frauenfeld und als Vorstandsmitglied und später Präsidentin der Elternschule Frauenfeld. Seit 1972 bis 1992 war sie in der Kirchenvertretung der Evangelischen Synode des Kantons Thurgau aktiv. Zusätzlich war sie Lehrerin für Lebenskunde und Aufklärung beim freiwilligen 10. Schuljahr in Frauenfeld und Mitglied der Berufs- und Geschäftsfrauen BGF, später unter dem Namen Business and Professional Women Thurgau BPW bekannt.

## Rezeption
Der Nachlass von Ella Gonzenbach-Oettli befindet sich im Thurgauer Frauenarchiv im Staatsarchiv Thurgau.
Ihr Wirken wurde bei HOMMAGE2021, einer Aktion zum 50-jährigen Jubiläum des Frauenstimm- und Wahlrechts in der Schweiz vorgestellt. Im Rahmen einer Ausstellung in der Berner Altstadt wurden 2021 Porträts von Frauen aus der ganzen Schweiz gezeigt, die für das Stimm- und Wahlrecht eingetreten sind oder mit ihrem Tun beispielhaft Schritte in Richtung Chancengleichheit stehen. 2023 gastierte Hommage 2021 im Landesmuseum Zürich. Für die Sammlung der Porträts arbeitete Hommage 2021 mit Historikerinnen, Kulturwissenschaftlerinnen und Soziologinnen aus allen Kantonen zusammen.
Zeitgleich war Gonzenbach-Oettli Teil der Aktion der Thurgauer Frauenzentrale und des Vereins Thurgauer Frauenarchiv mit dem Titel 8 Frauen im Schaufenster – 50 Jahre Frauenstimmrecht. Dabei wurden Thurgauer Wegbereiterinnen für die gelebte Gleichberechtigung geehrt und mit Porträts auf einem Parcours in Frauenfeld sichtbar gemacht.